# Kalkara
Kalkara város és helyi tanács Málta központi részén, a Nagy Kikötő torkolata közelében. Lakossága 2871 fő (2005). Neve latin eredetű (calce: mész), és a középkor óta itt álló mészégető-kemencékre utal.

## Története

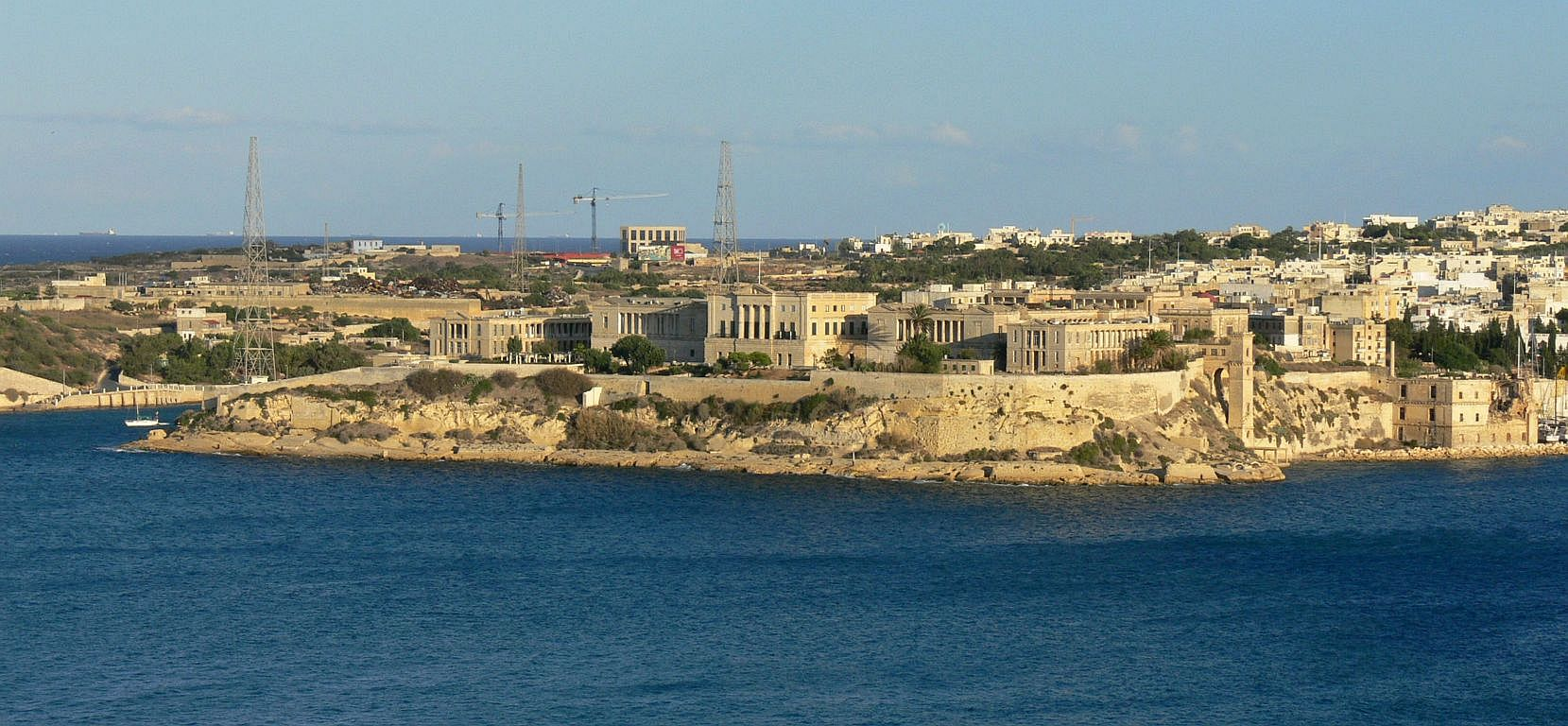
A Bighi palota

Kalkara városa a Nagy Kikötő két öble (Rinella Bay, Kalkara Creek) közti félszigetekre (Bighi, Ricasoli) épült. Főként szénégetők és hajóépítők lakták. Kezdetben Birgu elővárosa volt, erre utal, hogy a kapucinus rendházat mint "a falakon kívüli"-t (fuori le mura) emlegették. 1485-ben épült az első kápolna, a Megváltónak szentelve. A Nagy ostrom idején lebontották, hogy ne szolgálhasson menedékül a törököknek. 1580-ban Claudio Abela és Davide Burlò engedélyt kaptak az újjáépítésére. 1670-ben a Rinella-félszigeten Nicolas Cotonernek, Jeruzsálemi Szent János Ispotályos Lovagrend nagymesterének utasítására erőd építésébe fogtak a korábbi torony, a Torri Orsi helyén. Anyagi fedezetéhez nagyban hozzájárult Giovanni Ricasoli lovag, az erőd ma is az ő nevét viseli. Az erőd a britek idején börtönként működött, majd magányosan állt. 1676-ban a Megváltó-kápolnában temették el Giovanni Bighi atyát, VII. Sándor pápa unokaöccsét. 1680-ban Lorenzo Gafà tervei alapján építették újjá, az oltárképet Mattia Preti festette. 1724-ben António Manuel de Vilhena nagymester parancsára egy újabb erőd épült a másik félszigetre, hogy Vittoriosának védelmet nyújtson, a Fort Salvatur. 1798-ban a megszálló franciák ellopták a templom oltárképét. 1884. augusztus 23-án Fortunato Gulia üzletember egy földdarabot adományozott a községnek, hogy azon új templomot építhessen. Az új templomot 1921. január 30-án szentelték fel. Kalkara 1897. december 10-én lett önálló egyházközség. 1942-ben a német bombázások teljesen megsemmisítették a templomot. Az új templom építése 1946-tól 1952-ig tartott, 1954-ben szentelték fel. 1994 óta Málta egyik helyi tanácsa. A Ricasoli erőd az 1998-ban javasolt Lovagi erődök Málta kikötőiben nevű UNESCO Világörökségi helyszín része. Xgħajra felőli határában kezdődött 2008-ban a máltai Smart City (Okos város) nevű ipari park építése.

## Önkormányzata
Kalkarát öttagú helyi tanács irányítja. A jelenlegi, 7. tanács 2013 márciusában lépett hivatalba, 4 munkáspárti és 1 nemzeti párti képviselőből áll.

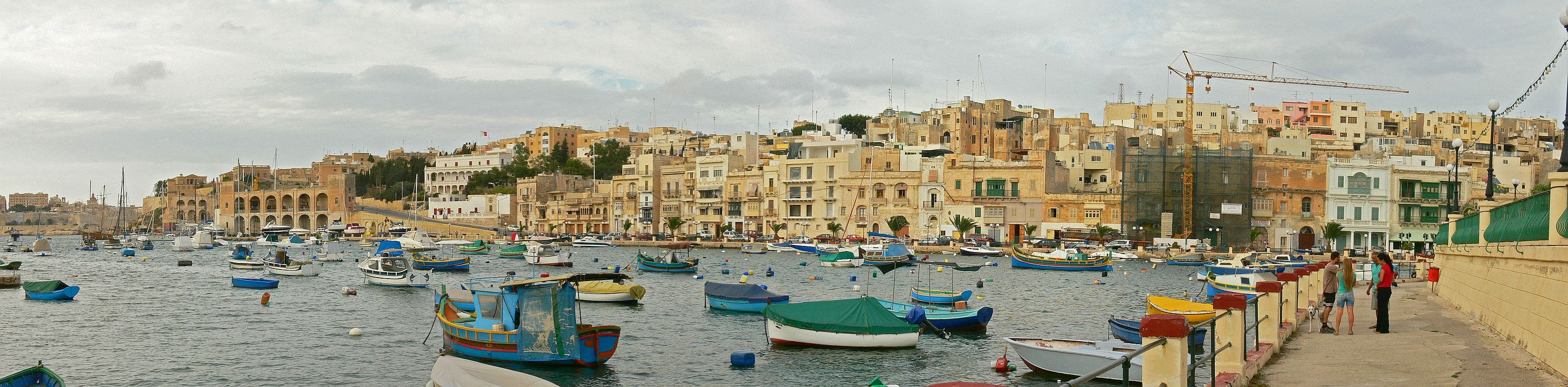
Kalkara panorámája a parti sétányról

Polgármesterei:
- Michael Zarb (1994-2000)
- Michael Cohen (2000-)

## Nevezetességei

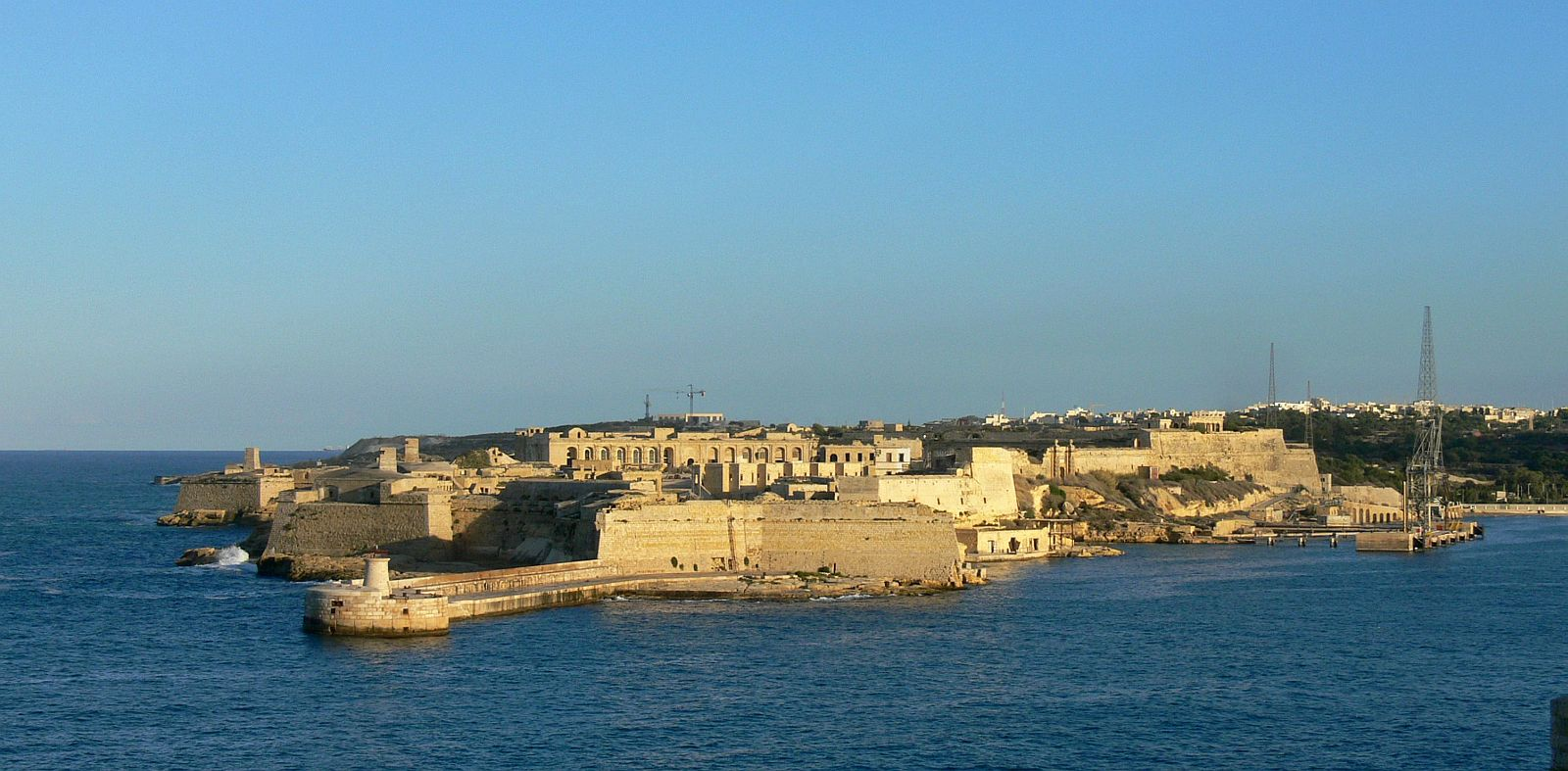
A Ricasoli-erőd Vallettából

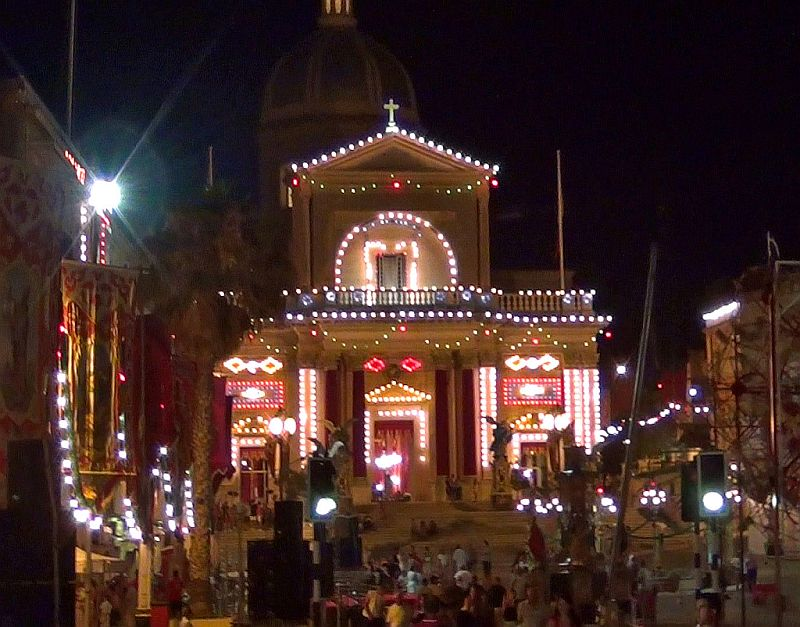
A plébániatemplom festa idején

### Ricasoli erőd
Antonio Maurizio Valperga gróf tervei alapján épült 1670-től a Torri Orsi torony helyén. Giovanni Ricasoli lovag jelentős összeggel járult hozzá az erőd építéséhez. 1718-ban Brichelot és Bremond térképén Ricasoli és Rescasoli néven is szerepel. Az erőd a Nagy Kikötő őrzésére szolgált, ezt a funkcióját a britek is megtartották, bár ők egy börtönt is üzemeltettek benne. Málta függetlenné válása után üresen állt, míg az 1990-es években filmek helyszíne lett (Gladiátor, Trója).

### Villa Portelli
A Kalkara Creekre néző villát Sir Agostino Portelli építtette nyári rezidenciként. A második világháború idején katonai központ lett, 1961-től az admirális székháza.

### Egyéb nevezetességek
- Fort Salvatur
- Rinella erőd: a britek építették 1878-tól. A világ egyik legnagyobb ágyúja, a 100 tonnás Armstrong-ágyú volt a legfőbb fegyvere

## Smart City

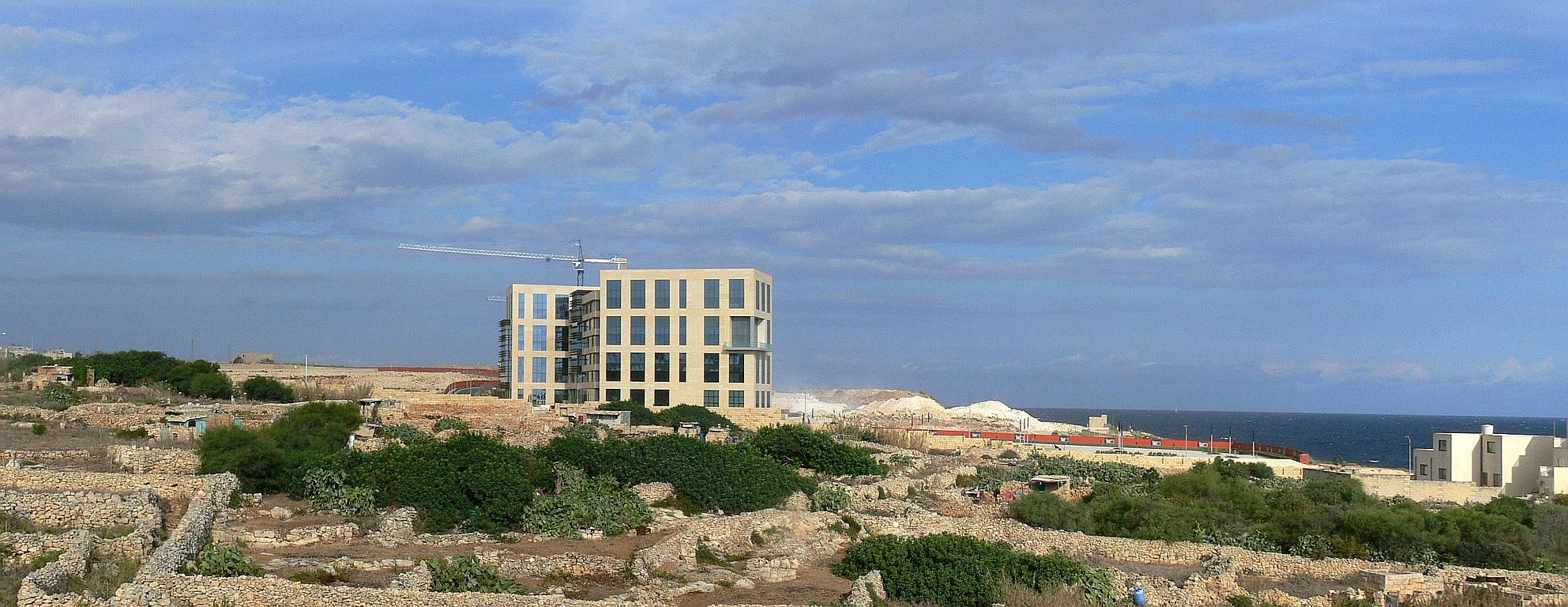
A Smart City projekt helyszíne

2007-ben a kormány szerződést kötött a dubai székhelyű Tecom Investments céggel egy irodaházakból, sétányokból, szállodából és szolgáltatásoknak otthont adó épületekből álló ipari park, az ún. Smart City (okos város) felépítésére. Helyszínéül a Xgħajra és Kalkara közti tengerpart beépítetlen részét jelölték ki (angolul gyakran úgy hivatkoznak rá, mint "Ricasoli site", a közeli Ricasoli-félsziget és erőd után). A kormány azzal a feltétellel ment bele a szerződés megkötésébe, hogy a beruházás 5000 munkahelyet teremt nyolc éven belül, felét az IT szektorban. 
2008-ban a Malta Environment and Planning Authority jóváhagyta a terveket, elkezdődhetett az építkezés. 2009 szeptemberében lemondott Claudio Grech, a projekt igazgatója, az építkezés azonban folytatódott, következő év januárjában négy újabb épületre kértek építési engedélyt, októberben pedig megnyitották az első elkészült épületet. 2011 januárjában elkezdődött a második fázis építése, 2012 végére egy épület, a sétány és a lagúna átadását tervezik. Emellett 2012 februárjában 35 millió euróval emelték az alaptőkét.
Ennek ellenére a projekt számos kérdést vet fel. A projekt tervezett idejének felénél az ígért 5000 munkahely töredéke jött létre, és egyelőre kilátás sincs többre. Az elkészült irodák iránt szinte nincs érdeklődés, és 2012 júliusában a projekt telkeket kínált eladásra a Smart City területén, bár tagadják, hogy pénzügyi gondok miatt. A környező települések lakossága is komoly ellenérzésekkel van a projekt iránt, amely számunkra semmi haszonnal nem jár (a Smart City tervezett szolgáltatásai nagyrészt túl drágák lesznek a helyieknek), ellenben elfoglalta a környék legkedveltebb tengerpartját.

## Közlekedése
Közúton a Három Város, Żabbar vagy Xgħajra felől elérhető. A nemzetközi repülőtér mindössze 5 km-re van. Autóbuszjáratai (2018. decemberi adatok):
- 3 (Valletta-Smart City)
- 213 (Mater Dei kórház-Isla/Kalkara)

## Képgaléria

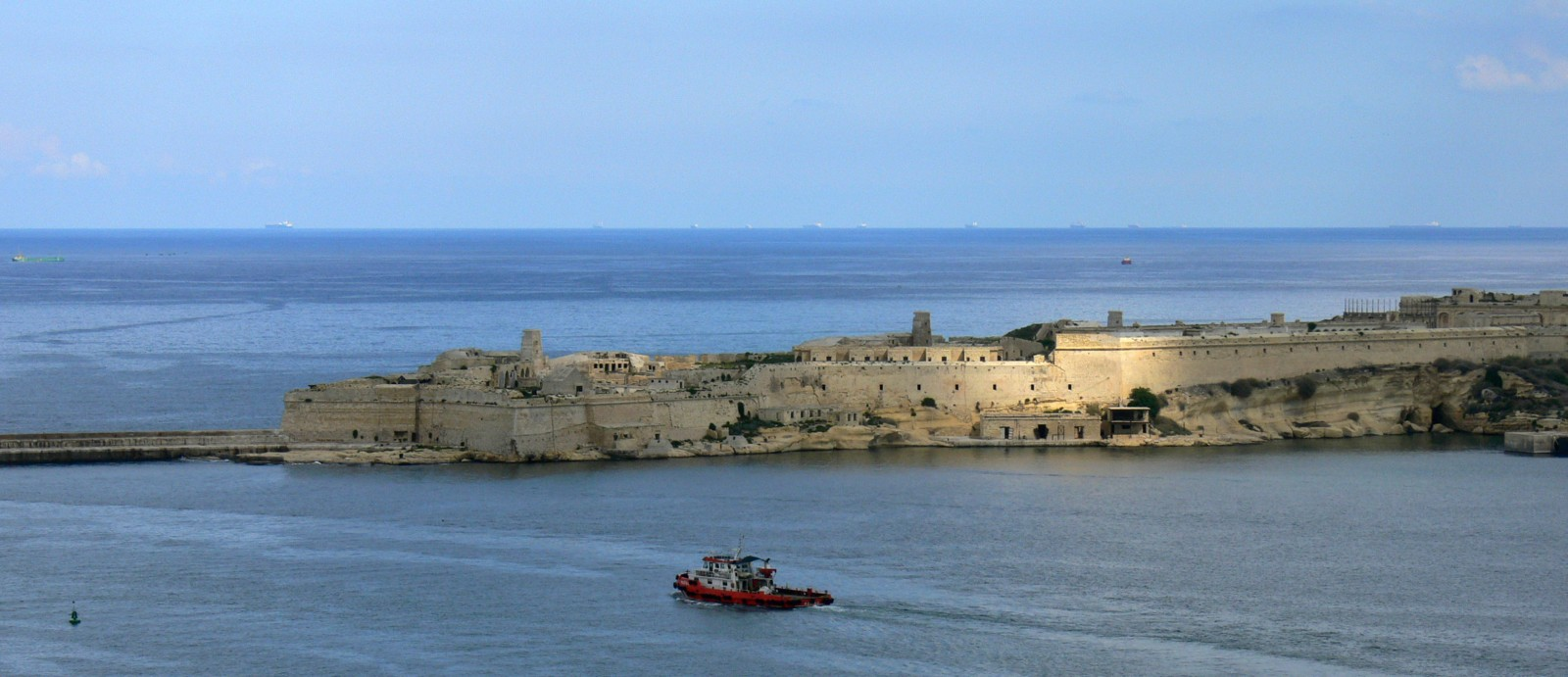
Fort Ricasoli
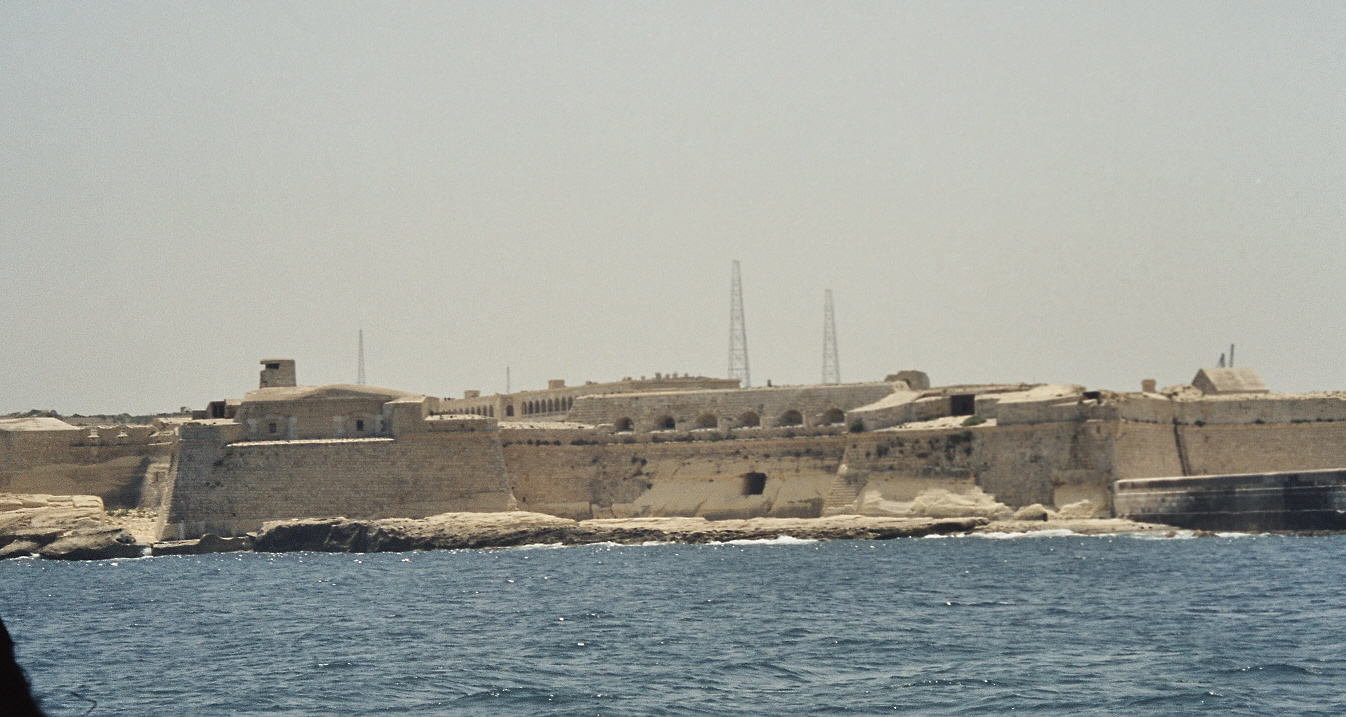
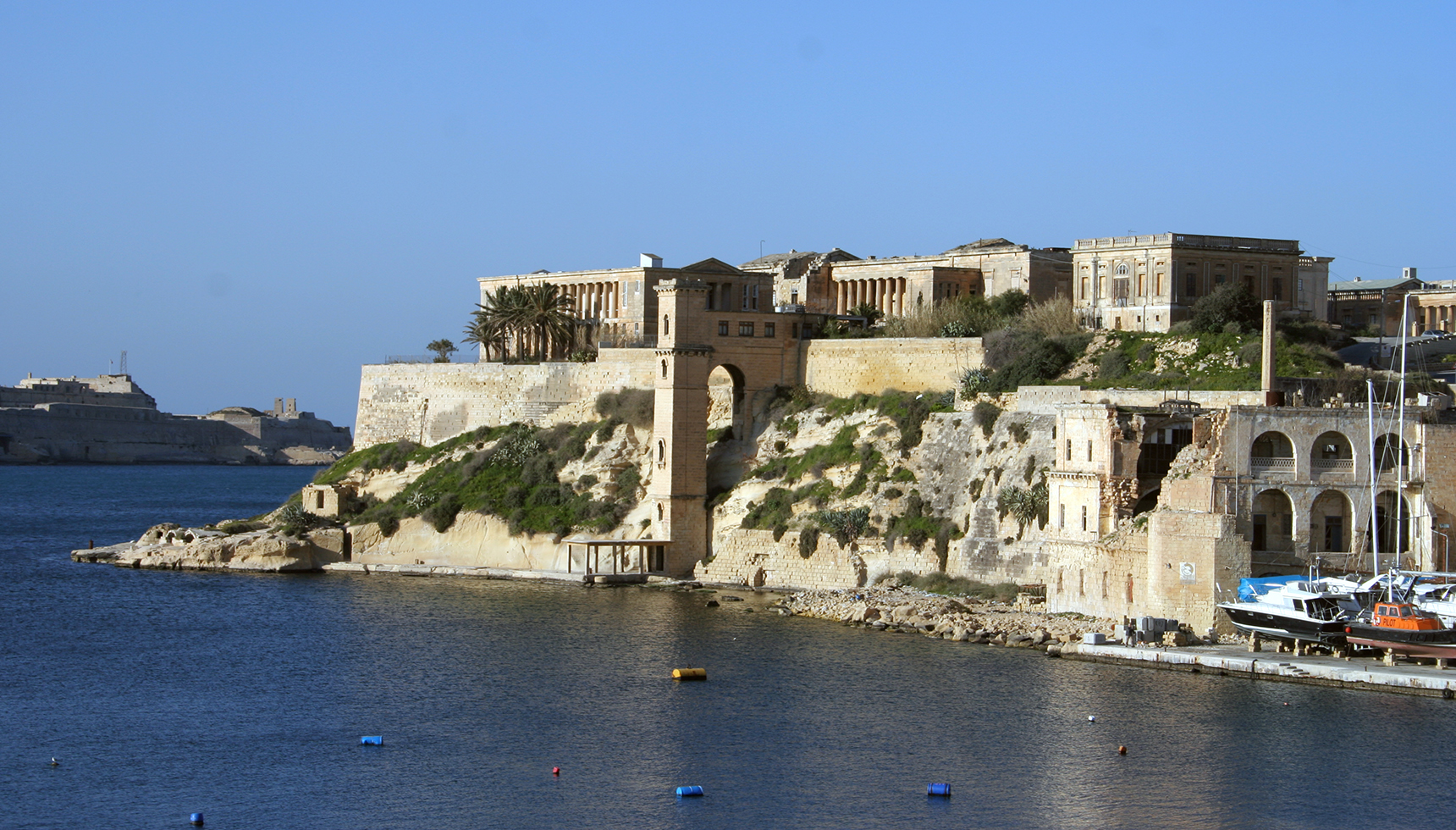
Bighi Palace
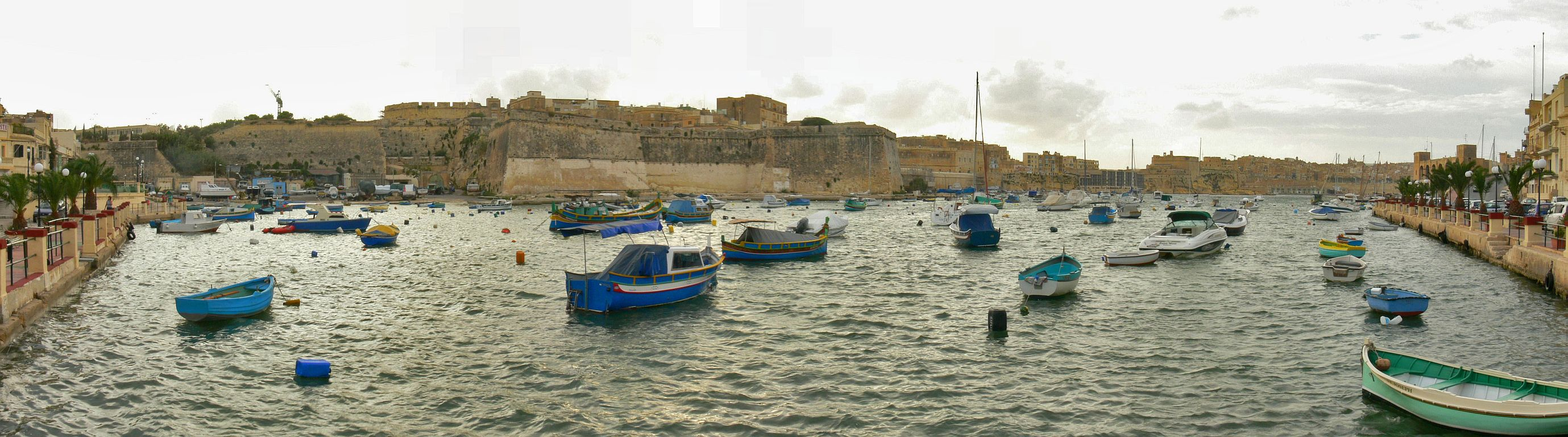
Kalkara Creek
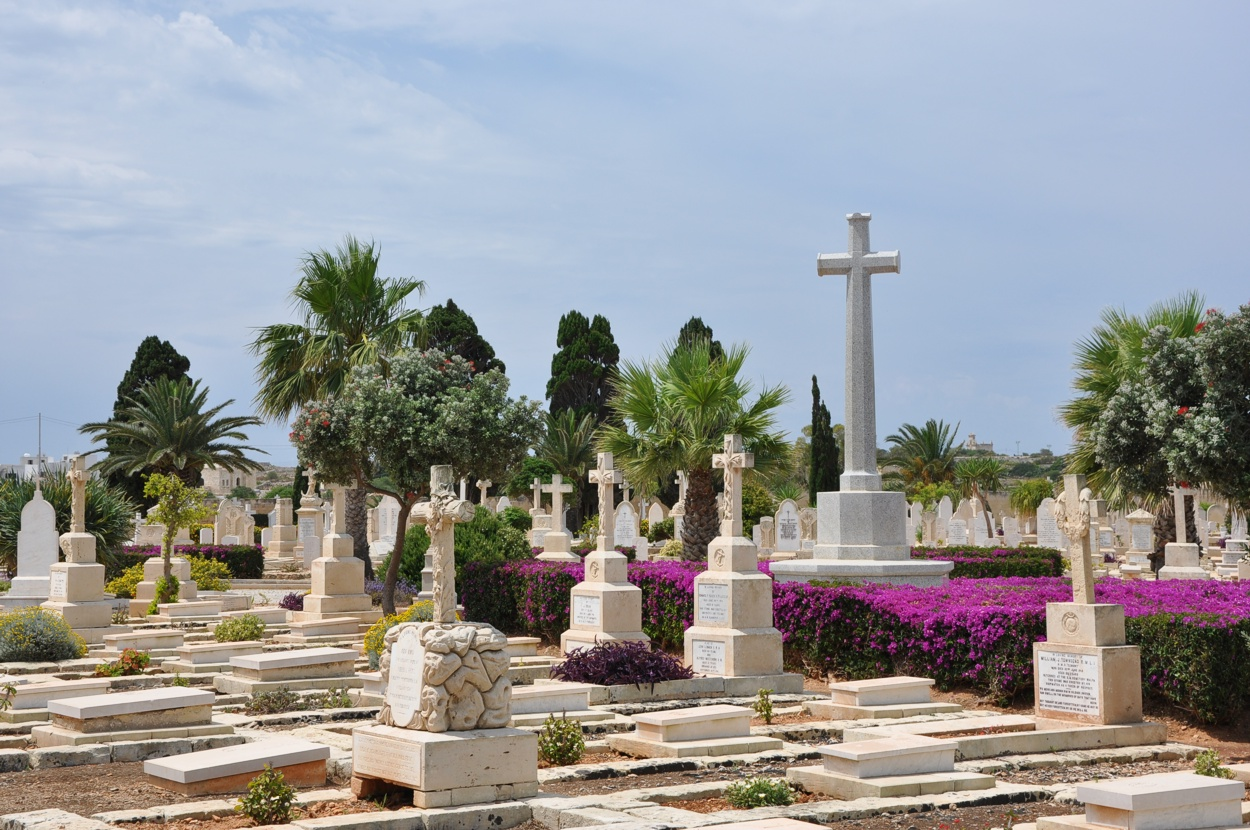
A Tengerészeti Temető
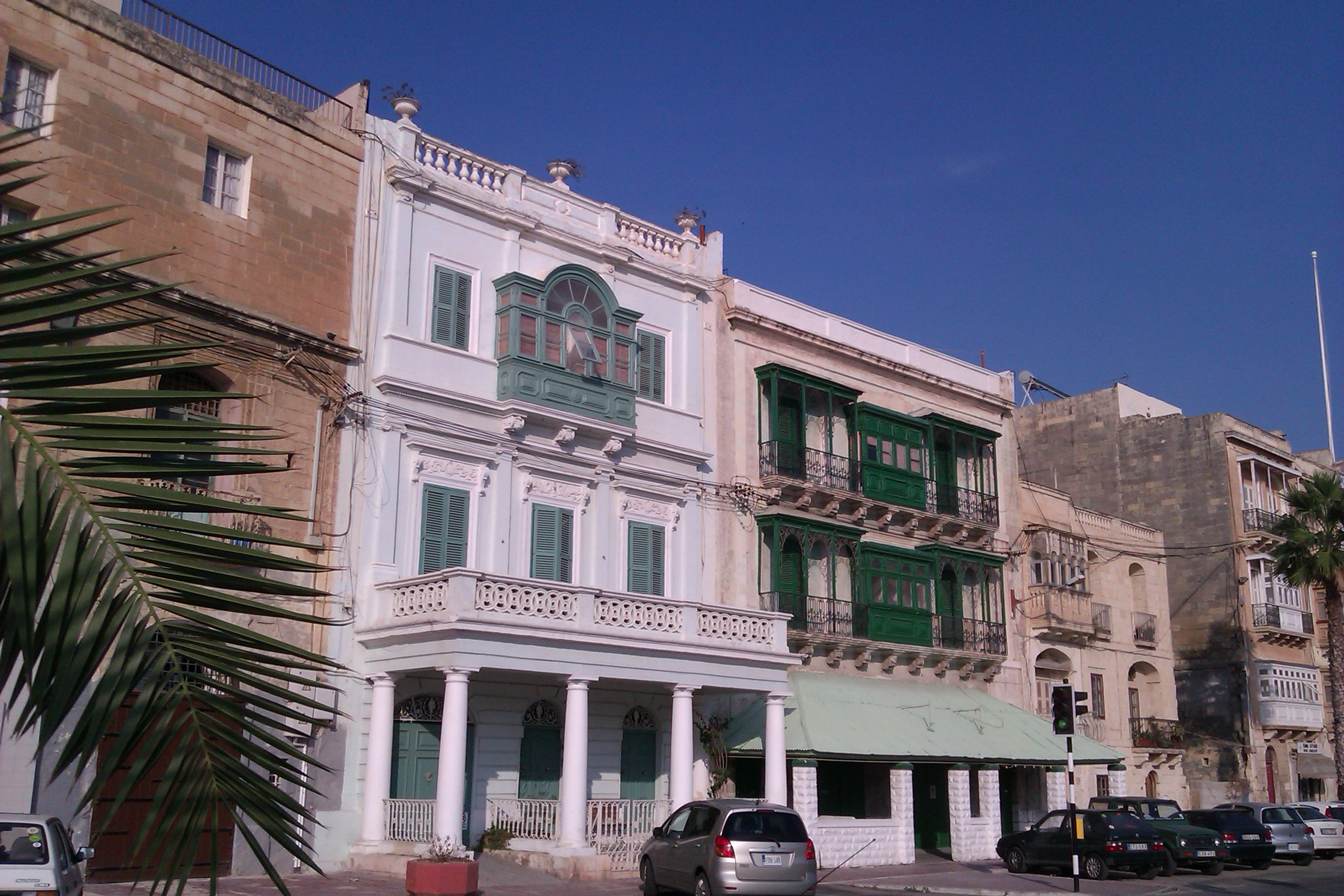
A part menti házsor